# 표피효과
동 케이블 선로에 있어서 교류전류를 이용할 경우 주파수가 증가되면 전류 밀도는 도체의 겉 둘레에 몰리게 된다. 이때 도체의 유효면적이 감소되어 전송 손실이 증가되는 것을 표피효과라 한다. 도선의 중심부로 갈수록 교류 전류 밀도가 적어지고, 전선의 도체 외부에 전류가 집중되므로 이는 전선이 굵고, 도전율 및 투자율이 크며, 주파수가 높을수록 전류의 침투 깊이가 감소하게 된다. 표피 효과를 줄이기 위해 케이블을 연선을 사용해서 전류의 양을 효과적으로 송전할 수 있다.

## 경감대책
- 사용 주파수를 낮출 것
- 절연 전선을 사용할 것
- 다층 연도체를 사용할 것

## 같이 보기
- 근접효과 (전자기학)
- 와전류
- 변압기
- 유도가열